# Box-office Italie 1952
Cet article traite du box-office de l'année 1952 en Italie.

## Les 10 premiers
Les films sont classés selon les recettes réelles de la Société italienne des auteurs et éditeurs (SIAE, Società Italiana degli Autori ed Editori), fournies par les volumes Platea in piedi exprimées en lires italiennes,. Lorsque les données SIAE pour le nombre d'entrées ne sont pas disponibles, les recettes réelles ont été divisées par le prix moyen du billet estimé à 112 lires en 1952.
| Rang | Titre                         | Pays                                       | Réalisateur              | Recettes Italie (lires) | Entrées Italie |
| ---- | ----------------------------- | ------------------------------------------ | ------------------------ | ----------------------- | -------------- |
| 1    | Le Petit Monde de don Camillo | Drapeau de la France · Drapeau de l'Italie | Julien Duvivier          | 1 468 833 000           | 13 215 653     |
| 2    | Totò en couleurs              | Drapeau de l'Italie                        | Steno                    | 774 750 000             | 6 917 411      |
| 3    | Chansons du demi-siècle       | Drapeau de l'Italie                        | Domenico Paolella        | 754 000 000             | 6 732 143      |
| 4    | L'Ennemie                     | Drapeau de l'Italie                        | Giorgio Bianchi          | 562 000 000             | 5 017 857      |
| 5    | Sensualité                    | Drapeau de l'Italie                        | Clemente Fracassi        | 559 000 000             | 4 991 071      |
| 6    | Les Chasseurs alpins          | Drapeau de l'Italie                        | Oreste Biancoli          | 555 278 000             | 4 957 839      |
| 7    | Heureuse Époque               | Drapeau de l'Italie                        | Alessandro Blasetti      | 550 000 000             | 4 910 714      |
| 8    | La Reine de Saba              | Drapeau de l'Italie                        | Pietro Francisci         | 516 500 000             | 4 611 607      |
| 9    | Qui est sans péché ?          | Drapeau de l'Italie                        | Raffaello Matarazzo      | 505 358 000             | 4 512 125      |
| 10   | Totò et les femmes            | Drapeau de l'Italie                        | Mario Monicelli et Steno | 502 000 000             | 4 482 143      |